# Subjektivism
Subjektivism är inom filosofin en uppfattning att för att något skall existera så krävs det att ett subjekt varseblir eller reagerar känslomässigt på det. Detta står i motsats till objektivism. Begreppet används i olika sammanhang: 
- Inom kunskapsteorin innebär subjektivism ståndpunkten att den mänskliga kunskapen uteslutande eller företrädesvis är betingad genom det mänskliga subjektet och inte den objektiva verkligheten. Motsatsen är kunskapsteoretisk objektivism. Denna ståndpunkt kan leda till en solipsism, som förnekar att objektiva sammanhang och lagmässigheter kan existera eller erfaras. I de naturvetenskapliga tanketraditionerna spelar solipsismen ingen väsentlig roll och anses oftast som odiskutabel.

- Inom etiken och värdeteorin är subjektivism detsamma som självbiografisk naturalism eller gammaldags expressivism. Teorin innebär att etiska uttalanden är faktiska uttalanden om individuella personers attityder eller konventioner. Etisk subjektivism är inte en normativ teori, utan en metaetisk sådan som beskriver vad värdeomdömen faktiskt är. Lägg också märke till skillnaden med emotivism där man menar att värdeomdömen uttrycker inställningar, snarare än beskriver dem. Enligt emotivisten skulle alltså "x är gott" betyda "hurra för x!" medan subjektivismen skulle mena att "x är gott" betyder "jag gillar x!"

- Inom sociologin innehåller subjektivismen uppfattningen, eller den samhällspolitiska hållningen, att samhällsutvecklingar i princip kan gestaltas subjektivt-villkorligt. Därmed utgår man ifrån att individen eller bestämda grupper bestämmer historiska processer. Denna subjektivism kännetecknar vissa idealistiska samhällsteorier.